# Batthyány téri vásárcsarnok
A Batthyány téri vásárcsarnok, vagy VI. számú vásárcsarnok (1907-ig Bomba téri vásárcsarnok) egyike a monarchia alatt épült nagy budapesti vásárcsarnoknak.

## Története
A főváros közgyűlése még 1894-ben döntött a vásárcsarnok építéséről, de a csarnokot csak 1900–1901-ben építették fel Klunzinger Pál tervei szerint. A Központi Vásárcsarnokra emlékeztető belső térben 690 árudát hoztak létre 3156 m² alapterület nagyságon. A főhajóhoz merőlegesen négy kereszthajó kapcsolódik, melyeket íves alsó övű rácsos tartóval soroltak közvetlenül egymás mellé. Az épület vasszerkezeteit a Schlick gyár készítette. A csarnokot 1902. április 13-án nyitották meg a nagyközönség előtt, a megnyitón pedig jelen volt Márkus József budapesti főpolgármester is.
Az 1936-ra elnéptelenedő csarnokot fedett teniszcsarnokká tervezték – sikertelenül – átalakítani. Az 1970-es évekig az épület galériáján a nagy budapesti virágpiac foglalt helyet.
1977-re átalakították. A földszintjén élelmiszer áruházat, az emeletén pedig kisebb üzleteket alakítottak ki, továbbá a szinteket összekötő mozgólépcsőket szereltek fel.
A vásárcsarnok felújítása 2003-ban történt meg. A kezdetek óta fővárosi tulajdon és a BUDAPEST VÁSÁRCSARNOKAI Piacokat, Üzletközpontokat és Vásárcsarnokokat Üzemeltető Kft. (2021 előtt: Fővárosi Önkormányzat Csarnok és Piac Igazgatósága) kezelésében áll.

## Képtár

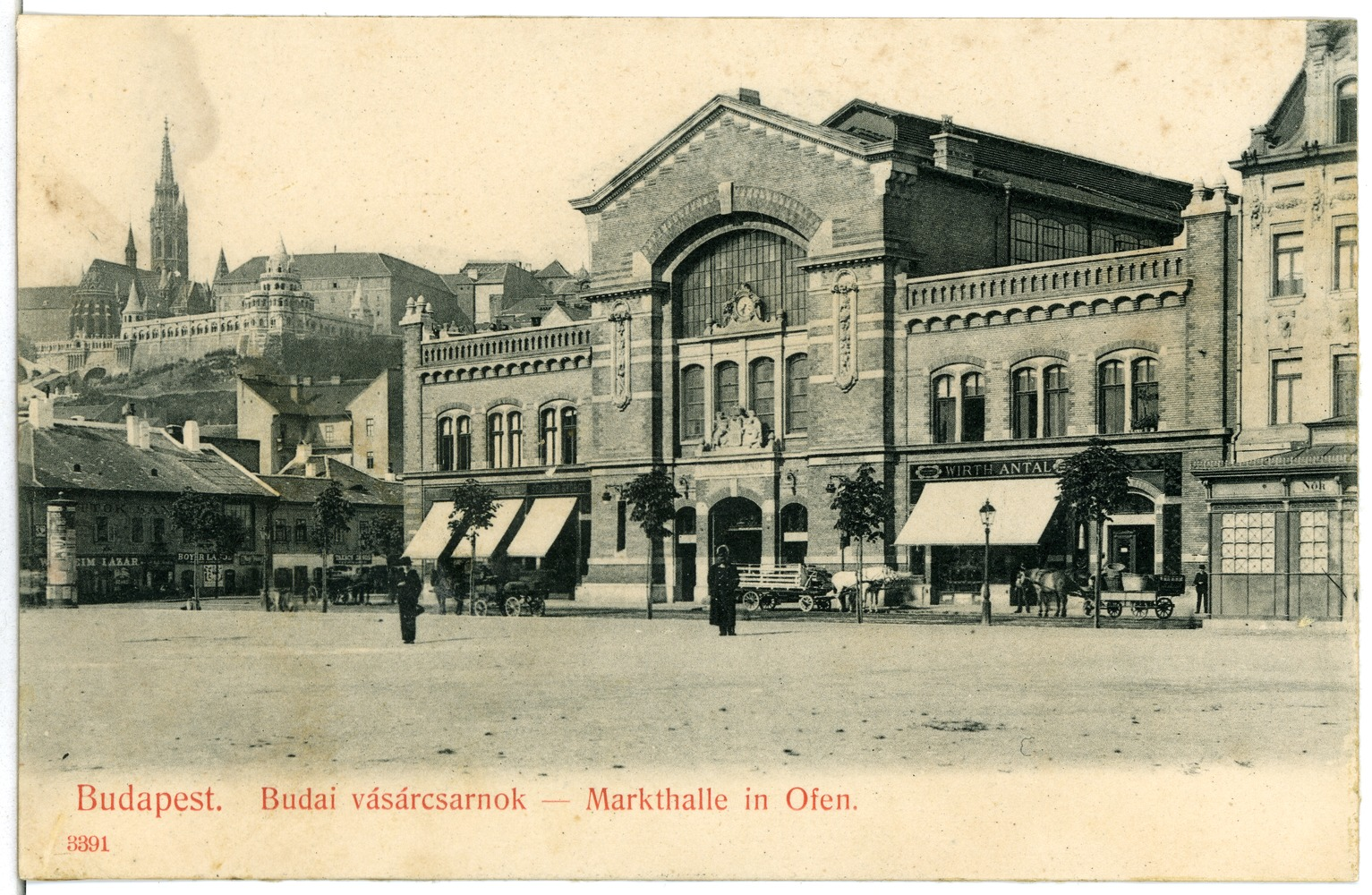
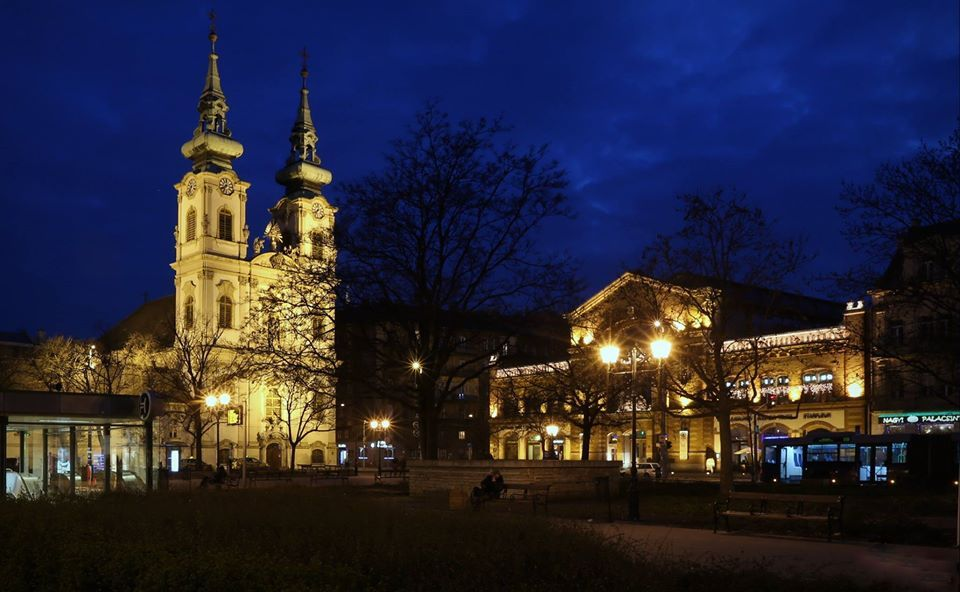
A Szent Anna-templom és a vásárcsarnok
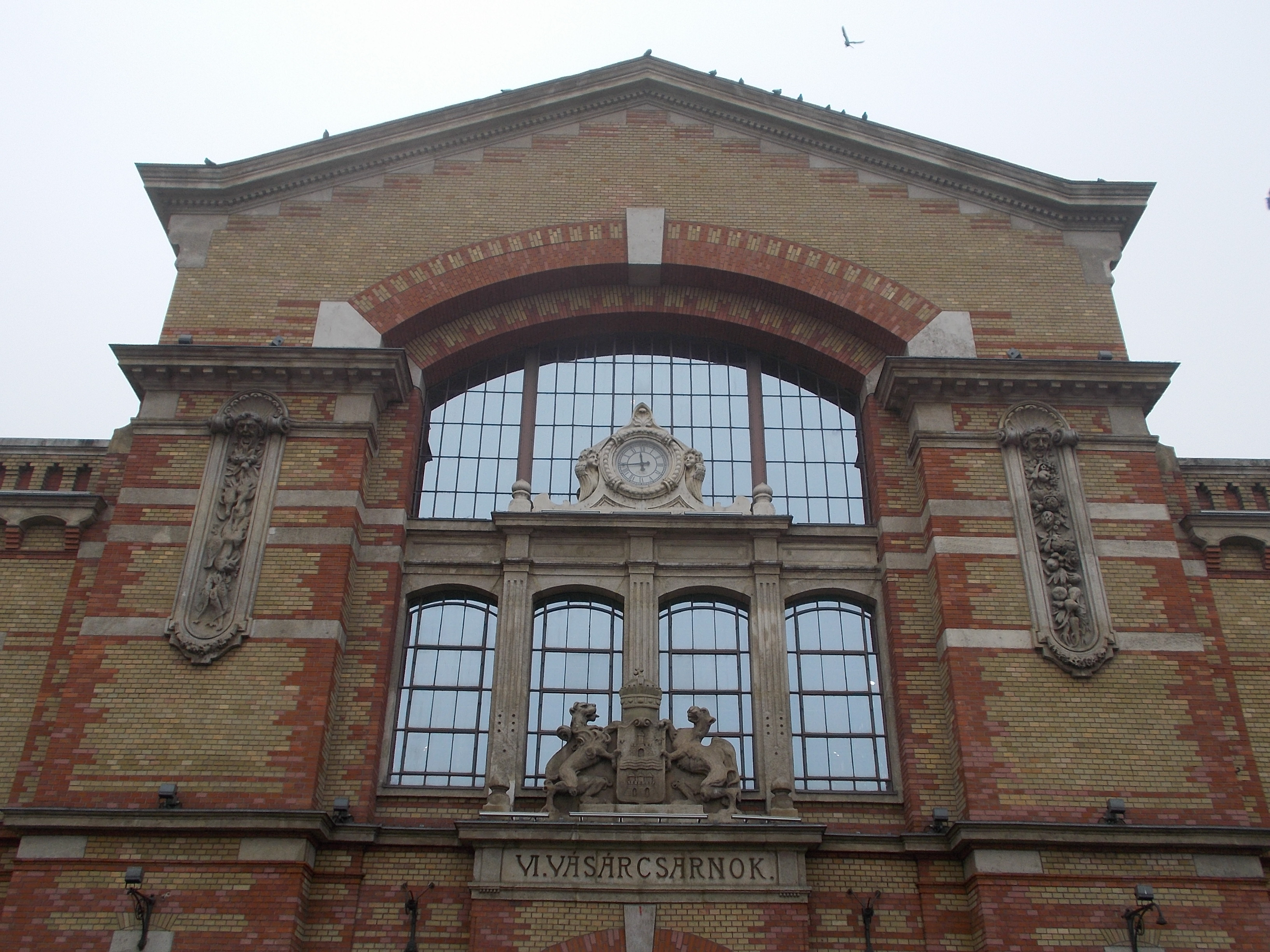
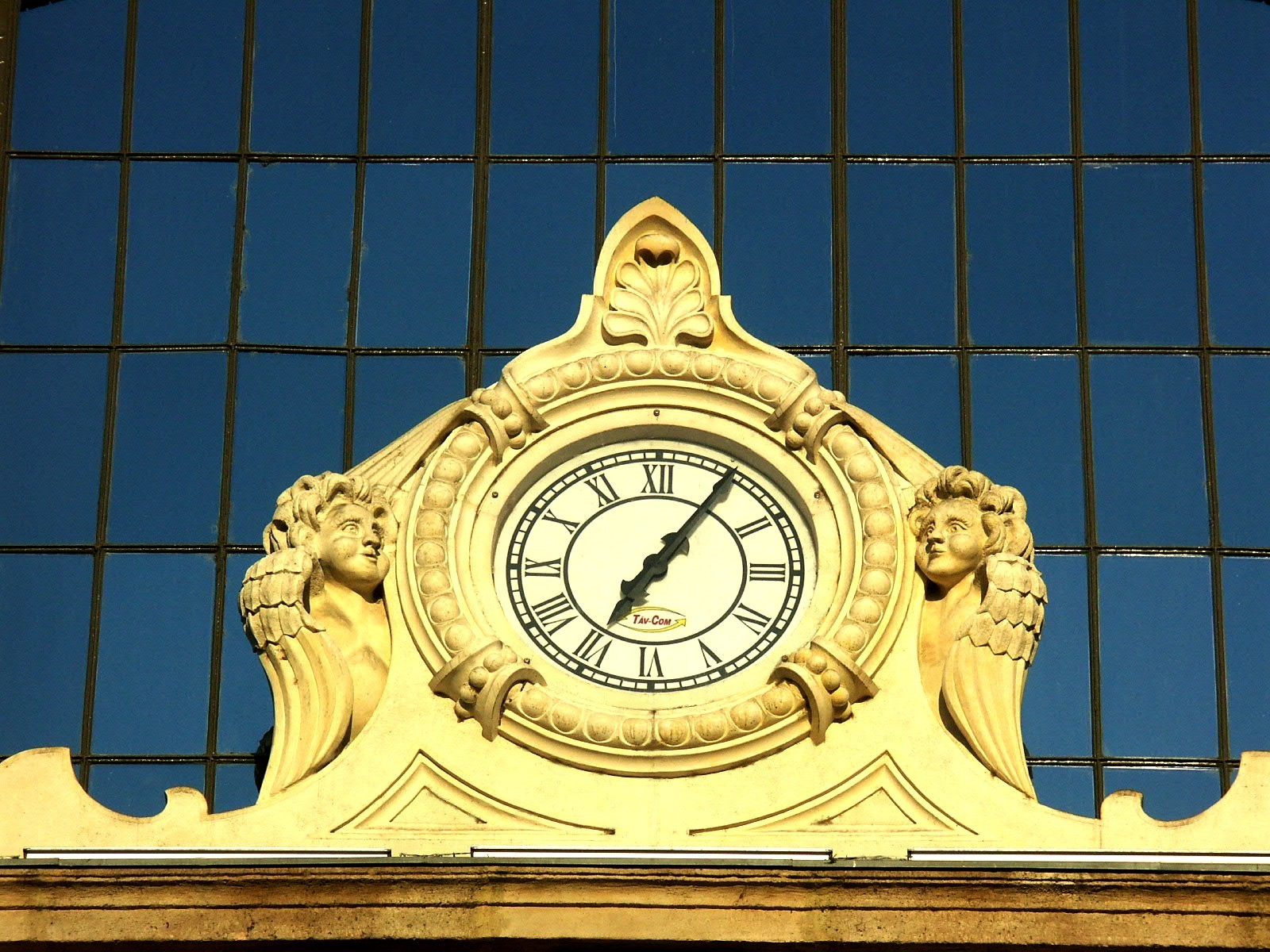
A Vásárcsarnok órája
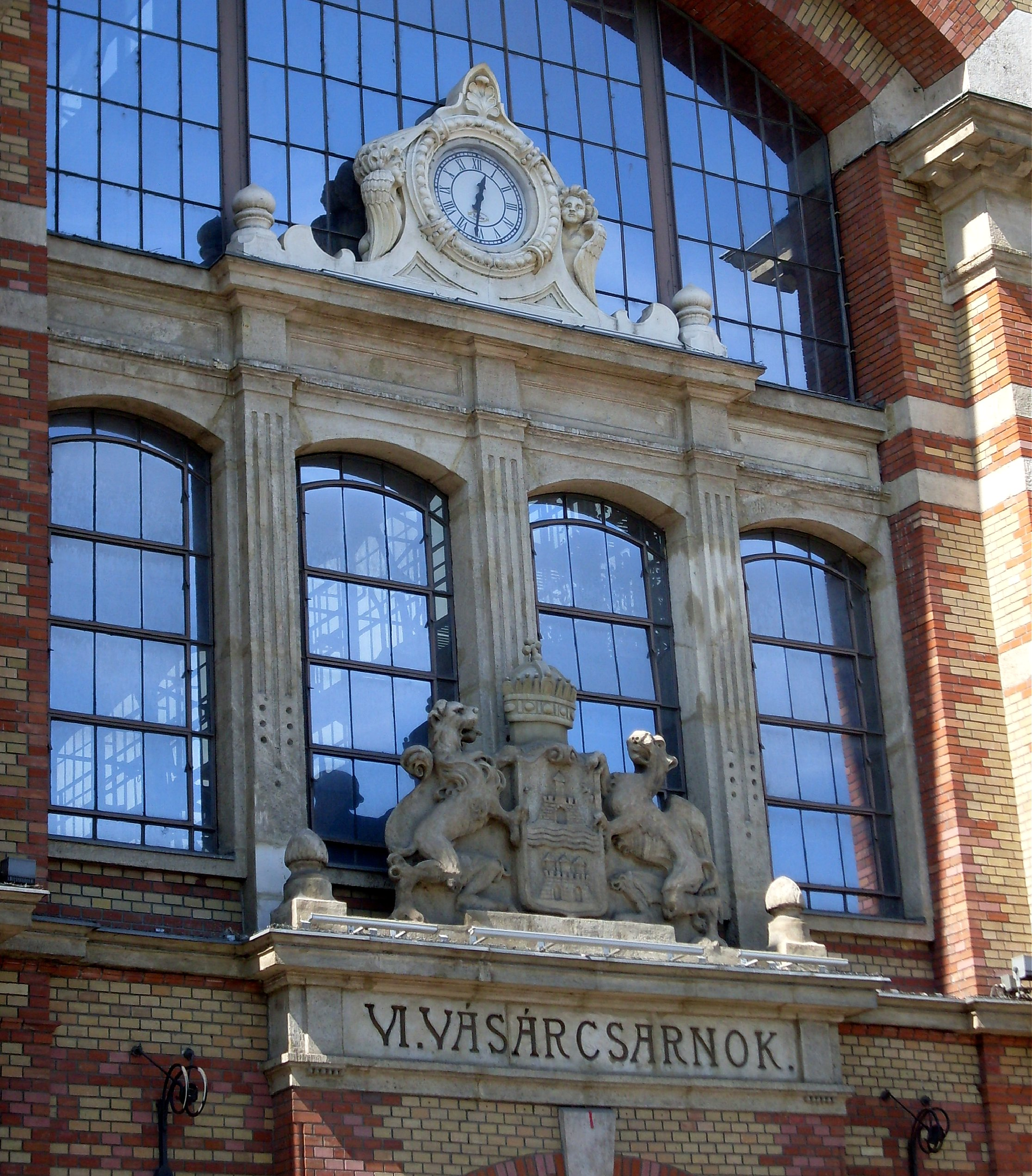
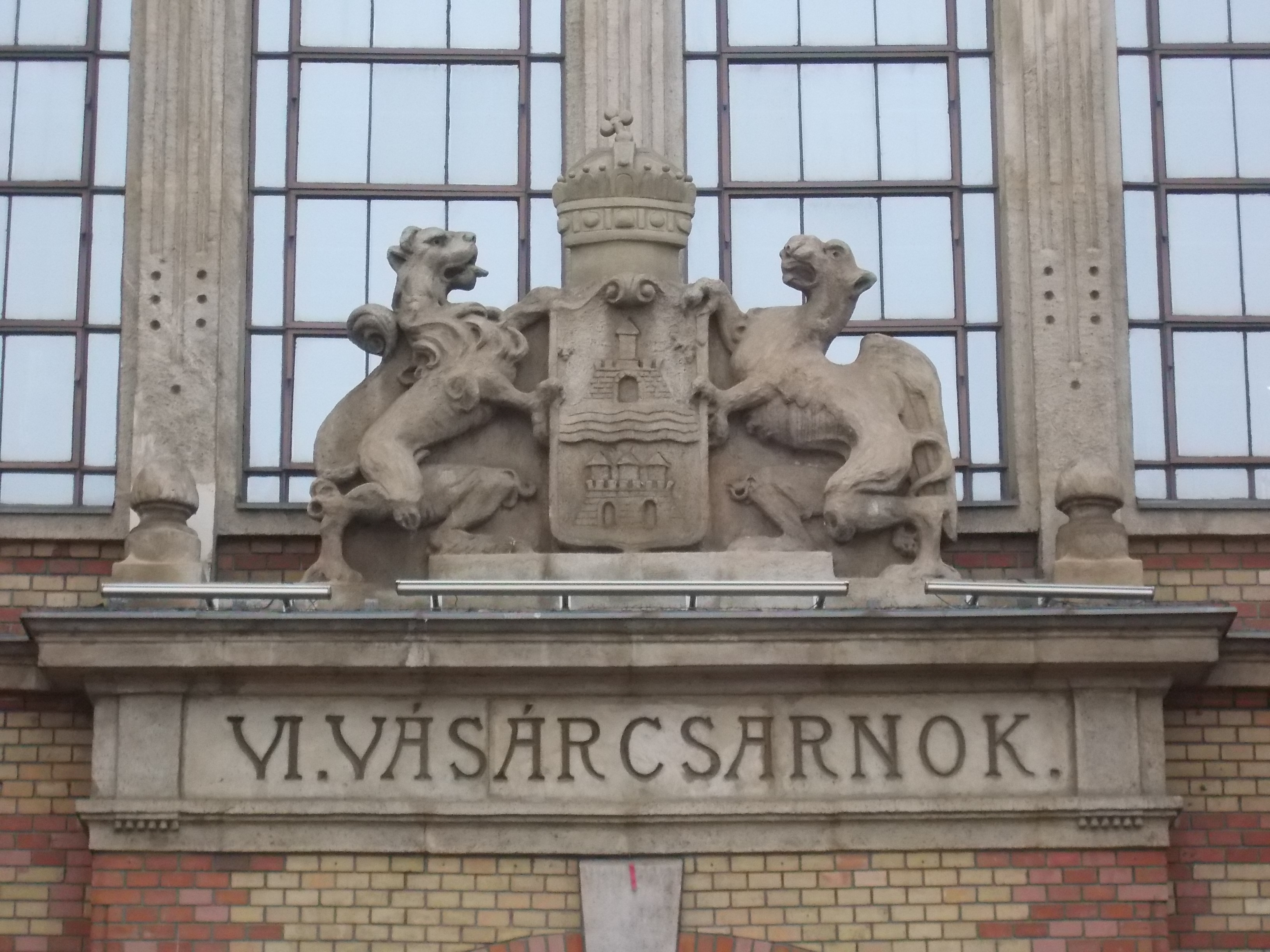
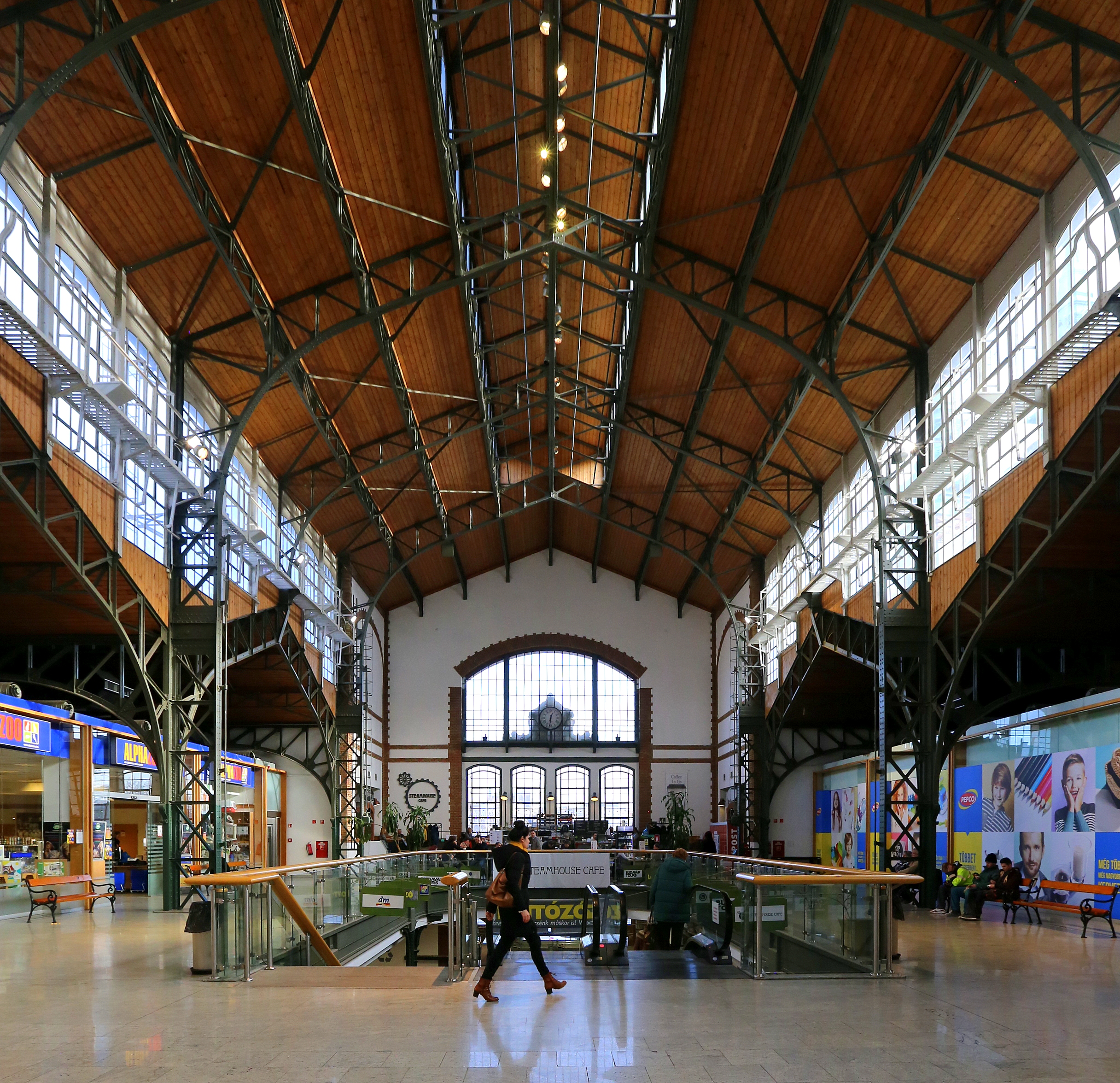
A vásárcsarnok felső szintje